# セティス・ベイ (護衛空母)
セティス・ベイ (USS Thetis Bay, CVE-90/CVHA-1/LPH-6) は、アメリカ海軍の護衛空母。カサブランカ級航空母艦の36番艦。艦名は『Dictionary of American Naval Fighting Ships』ではアラスカ州アレキサンダー諸島のクイウ島西岸にあるタベンコフ湾の一角の入り江にちなんで命名されたとある。

## 艦歴
「セティス・ベイ」は1943年12月22日に海事委任契約の下ワシントン州バンクーバーのカイザー造船所で起工する。1944年3月16日にリッコ・ボッタ夫人によって進水し、1944年4月21日にドナルド・E・ウィルコックス艦長の指揮下で就役した。

### 第二次世界大戦

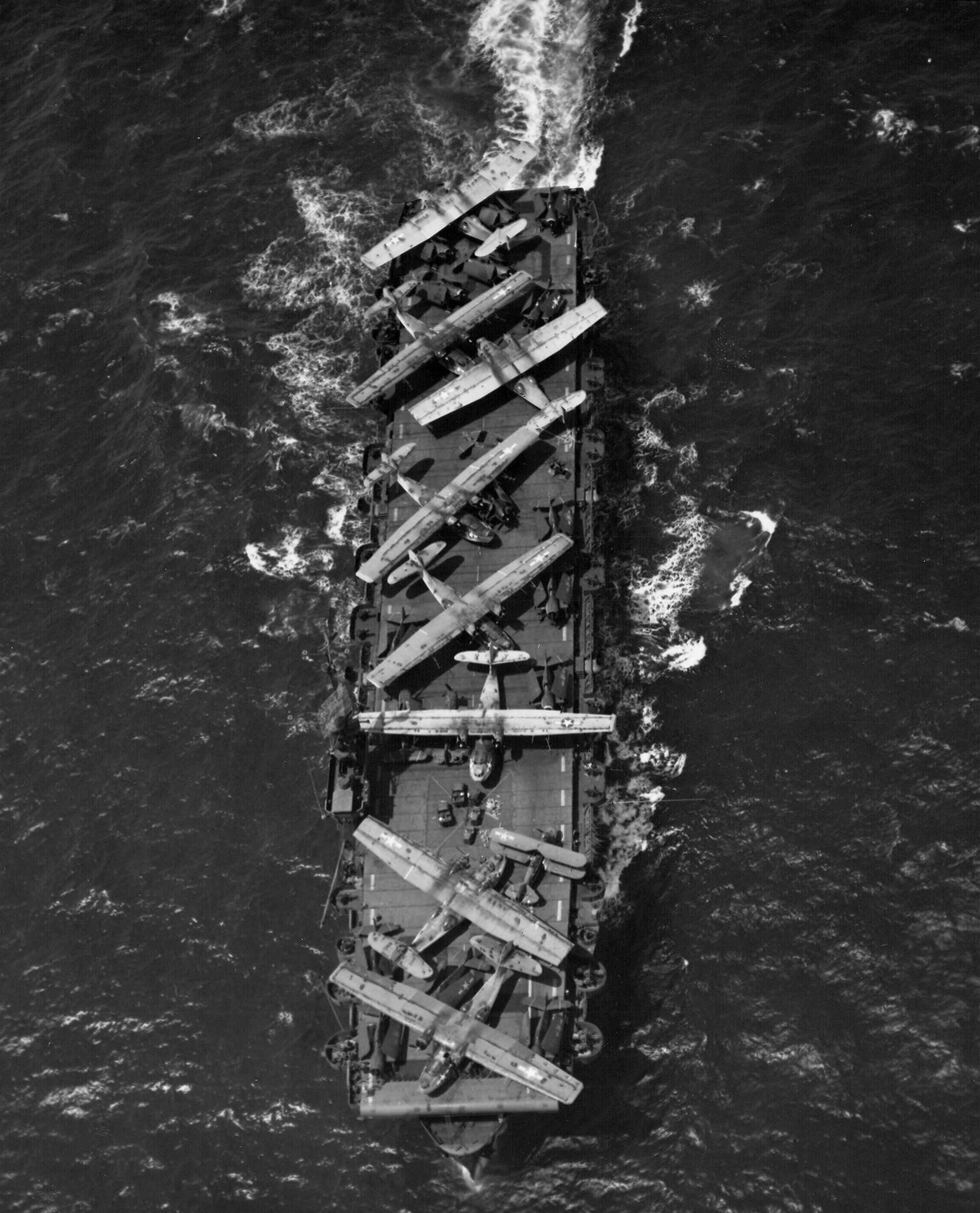
航空機輸送中の「セティス・ベイ」（1944年）

サンディエゴ近海での慣熟訓練を終えた「セティス・ベイ」は、6月2日にサンペドロに入港して、太平洋の航空基地宛ての航空機と関係者を乗せて6月5日に出港し、11日に真珠湾に到着。真珠湾を出港後はブタリタリとマジュロを経由し、クェゼリン環礁に到着した。帰途、陸軍第50整備大隊の関係者を乗せて7月5日に真珠湾に到着。ここで要修理の航空機41機を搭載し、2日後に出港して7月13日にアラメダに到着し航空機を降ろした。3週間後、ターミナル島に移動し、8月11日から9月13日までの間、補充の航空機とパイロットを真珠湾とマーシャル諸島へ輸送した。続く1944年9月から1945年4月中旬までの間、カリフォルニアから5度の輸送任務に就き、真珠湾およびフィンシュハーフェンまで行動した。
6月12日、「セティス・ベイ」は航空機輸送のためサンディエゴを出港して真珠湾に向かった。真珠湾に到着後、航空機は72時間以内に戦闘態勢が整えられ、準備を終えた後にグアムに向けて出港した。6月25日、アプラ港に到着し、同地で第30.8任務群に編入された。7月12日、日本本土への最終攻撃を行う第38任務部隊（ジョン・S・マケイン・シニア中将）と会合し、40機の航空機を第38任務部隊の空母へ補充した。7月22日にグアムに戻って航空機を受領し、24日に出港して31日に再び第38任務部隊と会合。再度グアムに戻って、8月14日から9月8日までアプラ港で停泊した後、アメリカ本国に向かった。
「セティス・ベイ」は9月7日にアラメダに到着し、マジック・カーペット作戦に参加して復員兵の輸送に従事。1946年1月に任務から外れた後、8月7日にブレマートンで退役し、不活性化工事が施された。

### 強襲ヘリコプター空母・強襲揚陸艦
1955年5月、「セティス・ベイ」はサンフランシスコ海軍造船所に曳航され、最初の強襲ヘリコプター母艦への改装作業に入った。7月1日に艦種類別がCVE-90からCVHA-1に変更され、攻撃輸送部隊に属した。改装により、艦内には約1,000人分の海兵隊員居住区が設けられ、15-20機分のヘリコプター運用能力が付与されている。固定翼機用のカタパルトや着艦拘束装置は撤去され、発着場所の確保のため後部エレベータは艦尾に移設された。「セティス・ベイ」のヘリコプターは、上陸作戦において海軍と海兵隊の上陸用舟艇を助け、縦方向への攻撃を行うとされた。「セティス・ベイ」は1956年7月20日にトーマス・W・サウス2世艦長の指揮下で再就役した。
9月20日に「セティス・ベイ」は新しい母港であるロングビーチに到着。ここでキャンプ・ペンドルトン駐留の第一海兵試験部隊 (Marine Corps Test Unit No. 1) のヘリコプター部隊がセティス・ベイへの着陸および離陸のデモストレーションを行った。この後、カリフォルニア沿岸での水陸両用作戦の訓練に参加した後、7月10日に極東に向けて出港した。12月11日にロングビーチに戻ってきた「セティス・ベイ」は局地的任務を再開。1959年5月28日には強襲揚陸艦 (LPH) に艦種変更された。
1959年8月、「セティス・ベイ」は第7艦隊の一艦として台湾で起こった水害の被災者を救出する任務に就いた。8月12日に香港を出港して台湾に向かい、第261海兵ヘリコプター中隊の大型輸送ヘリコプターを被災者輸送に使用した。8月20日に支援を終えるまで、合計1,600,540ポンドもの物資を台湾へ輸送し、850名の被災者を避難させた。
「セティス・ベイ」は1960年5月にキャンプ・ペンドルトンで行われた夜間演習において、所属のヘリコプターを用いて1,300名の兵員と33トンの物資を輸送する訓練を行った。これは、空母所属ヘリコプターによる最初の大規模な夜間上陸として記録された。1961年春に西太平洋で行動してロングビーチに戻った後、大西洋艦隊に配置換えとなり、同年12月上旬に、新母港ノーフォークに到着した。
次の3年間、「セティス・ベイ」は主にカリブ海で行動した。大西洋艦隊時代のハイライトは、1962年10月に起こったキューバ危機において、自艦の上陸部隊とヘリコプター部隊を、いつでも出動できる態勢に置いた事であった。1963年9月には、ハリケーンに襲われたハイチに向かい、ポルトープランスに到着して海兵隊員をヘリコプターで輸送し、ハリケーン・フローラによる何千人もの被災者に対して医療援助と食糧供給を行った。
1964年1月5日、「セティス・ベイ」は不活性化工事を受けるためノーフォークを出港してフィラデルフィアに向かい、翌日到着。3月1日に退役後除籍され、同年12月にポーツマスのペック・アイロン・メタル社にスクラップとして売却された。
「セティス・ベイ」は第二次世界大戦の戦功で1個の従軍星章を受章した。 